# Bill Chase
Bill Chase (* 20. Oktober 1934 in Boston als William Edward Chiaiese; † 9. August 1974 in Jackson (Minnesota)) war ein US-amerikanischer Trompeter, der die gleichnamige Jazzrock-Band Chase leitete.
Chase stammt aus einer italo-amerikanischen Familie, die ihren Namen in Chase änderten, weil Chiaiese in ihrem Umfeld als schwer aussprechbar galt. Sein Vater war Trompeter in der Gillette Marching Band und bestärkte seinen Sohn in seinen musikalischen Interessen, der zunächst Violine und Schlagzeug lernte, um sich dann als Jugendlicher für die Trompete zu entscheiden. Nach der High School studierte er klassische Trompete, zunächst auf dem New England Conservatory, dann aber auf der Berklee School of Music. In Berklee hörte Chase 1952 ein Konzert von Stan Kenton mit High-Note-Soli von Maynard Ferguson, was ihn endgültig für den Jazz begeisterte.
Chase spielte zunächst bei Herb Pomeroy in einer Junior Band und in weiteren lokalen Gruppen, um dann nach Ableistung des Militärdienstes als Mitglied der Bands von Ferguson (1958) und von Kenton (1959/1960) zu arbeiten. Anschließend war er während der 1960er als Lead-Trompeter in Woody Hermans Thundering Herd beschäftigt und an Aufnahmen wie  Woody’s Winners, Live in Antibes, Woody Herman & the Fourth Herd, Jazz Hoot, 1963, My Kind of Broadway, Blue Flame, Live in Seattle, Somewhere, Live at Newport 1966 oder Heavy Exposure beteiligt. 

## Die Band „Chase“
1970 startete Chase seine eigene Band, die schlicht Chase hieß. Er versammelte dazu drei weitere erfahrene Jazztrompeter, die alle auch singen und arrangieren konnten: Ted Piercefield, Alan Ware und Jerry Van Blair. Die Rhythmusgruppe bestand aus Phil Porter, Tasteninstrumente, Angel South, Gitarre, Dennis Johnson, Bass, sowie Jay Burrid, Schlagzeug. Als Lead-Sänger war am ersten Album der Gruppe, das 1971 erschien, Terry Richards beteiligt. Der Song Get It On wurde als Single ausgekoppelt und war vom Mai 1971 an für 13 Wochen in den Charts. Die Band wurde für den Grammy Award for Best New Artist nominiert. 
Das zweite Album Ennea veröffentlichte die Band 1972, das anders als der beinahe 400.000 mal verkaufte Erstling ökonomisch kein Erfolg wurde. Für die dritte Platte Pure Music, die 1974 mit veränderter Besetzung, aber weiterhin starker Trompetensektion veröffentlicht wurde, orientierte Chase sich stärker am Jazz- als am Rockidiom. Die Arbeit an der vierten Platte, die Mitte 1974 begonnen hatte, kam am 9. August 1974 zu erliegen, weil Chase bei einem Flugunfall auf dem Weg zu einem Konzert verstarb. Beim gleichen Unfall kamen Keyboarder Wally Yohn, Drummer Walter Clark und Gitarrist John Emma ums Leben.
1977 wurde in Erinnerung an die Band das Album Watch Closely Now aufgenommen, bei dem viele Musiker aus der Originalbesetzung (plus Walt Johnson als vierter Trompeter) beteiligt waren.